# DVD-авторинг

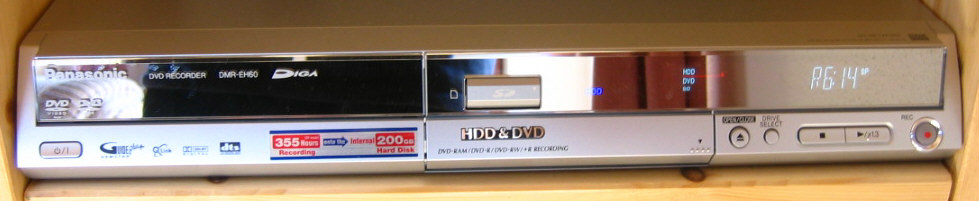
Устройство для записи DVD-дисков

DVD-авторинг (англ. DVD authoring) — процесс создания образа DVD-видео, которое может быть воспроизведено в стандартном DVD-проигрывателе.
Программное обеспечение для DVD-авторинга должно соответствовать спецификациям рабочей группы DVD Forum, которые были утверждены в 1995 году. Спецификации достаточно жёсткие в связи с тем, что в их создании принимало участие большое число компаний-разработчиков и производителей.
Процесс DVD-авторинга может опционально включать в себя процесс MPEG-кодирования, для чего в состав многих программ DVD-авторинга включён MPEG-кодировщик. Можно также использовать внешний кодировщик для достижения лучшего качества кодирования.
Большая часть программ пригодна лишь для авторинга DVD-видео и не поддерживает создания DVD-Audio-дисков.
Обычные устройства для записи DVD-дисков имеют некоторый набор базовых функций для авторинга дисков, но при этом создатель DVD-диска ограничен в выборе шаблона для DVD-меню, которые меняются лишь в зависимости от модели устройства и его производителя.
DVD-авторинг предусматривает:
- создание меню;
- разделение фильмов на разделы;
- добавление нескольких звуковых дорожек для различных языков;
- добавление субтитров;
- создание слайд-шоу.

## Спецификация DVD
Каждый разработчик DVD-оборудования или программного обеспечения должен в первую очередь получить лицензию на одну из книг по DVD-спецификациям у Корпорации по лицензированию DVD-формата и логотипа (DVD FLLC — DVD Format/Logo Licensing Corporation). Для различных форматов DVD существуют отдельные книги с описаниями формата; каждая книга содержит сотни страниц и стоит порядка 5000 $. После получения лицензии на книгу, разработчику необходимо стать лицензиатом, причём эта процедура также платная. В противном случае книга, на которую получена лицензия, может быть использована только как справочный материал, а не для создания новых программ или оборудования.
DVD-спецификации изначально были написаны на японском языке, и лишь затем их перевели на английский для использования в Америке. Перевод получился запутанным и по сложности сравним с юридическими документами. Сегодня DVD-проигрыватели различных производителей не всегда соответствуют одним и тем же требованиям — все это потому, что разные разработчики при создании оборудования понимают имеющиеся DVD-спецификации по-своему.